# Edward White
Edward Higgins White, II (San Antonio, Texas, 1930. november 14.– Cape Canaveral Air Force Station, Florida, 1967. január 27.) amerikai űrhajós.
1952-ben végzett a West Point katonai akadémián. 1962-ben a második amerikai csoportban kezdte meg az űrhajóskiképzést. Először 1965-ben repült a világűrben, a Gemini–4 űrhajóval. Ezen hajtotta végre az első amerikai űrsétát. Tagja volt a Gemini–7 tartalékszemélyzetének. 1967. január 27-én az Apollo-program első repülésére készült fel Virgil Grissommal és Roger Chaffeevel együtt, amikor az Apollo–1 kapszulájában tűz ütött ki, és mindhárman meghaltak.

## Repülések
(zárójelben a repülés időszaka)
- Gemini–4 (1965. június 3.–június 7.)

## További információk

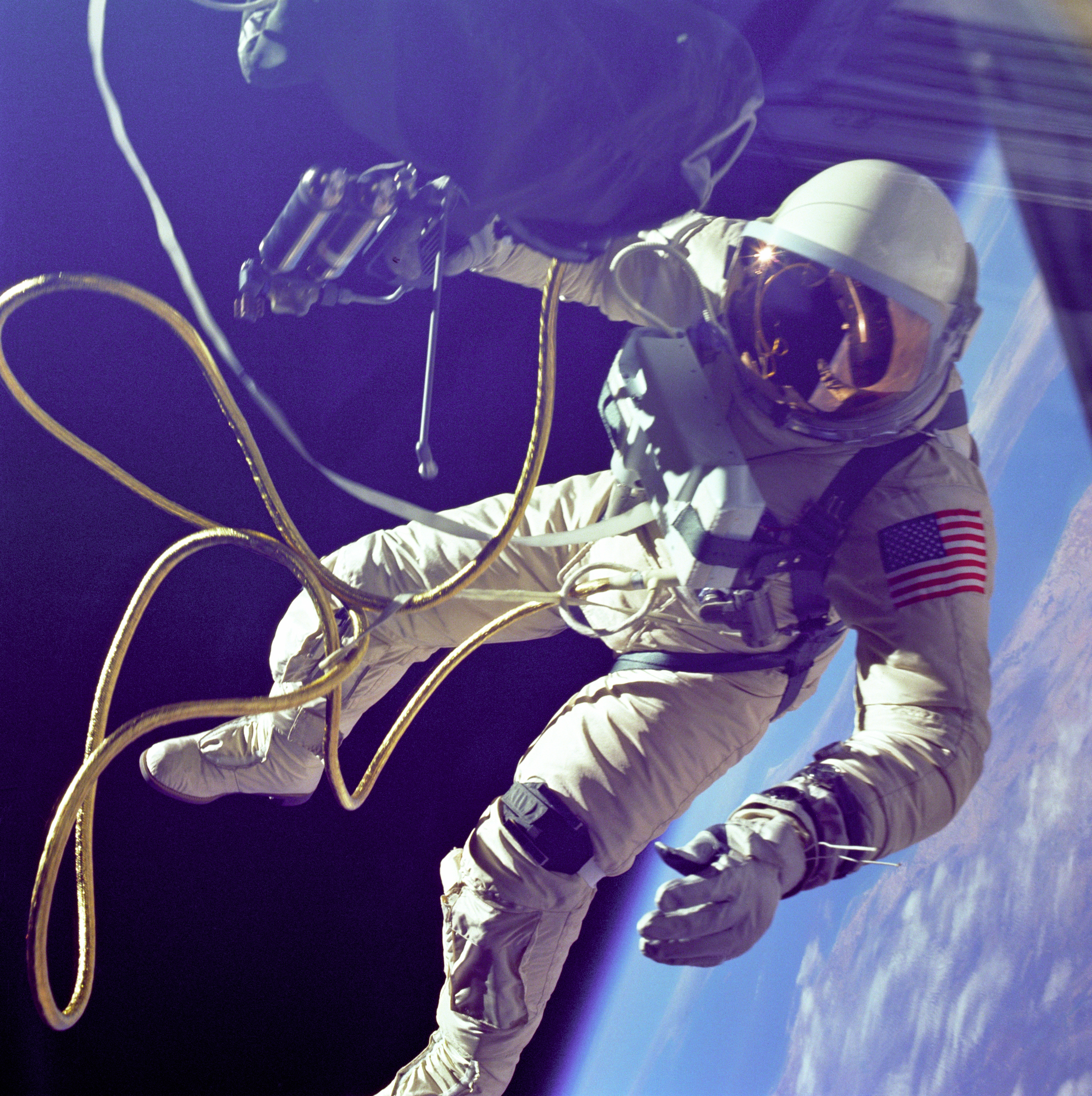
Edward White 1965. június 23-i űrsétáján